# Comuna Săcel, Maramureș
Săcel (în maghiară: Izaszacsal) este o comună în județul Maramureș, Transilvania, România, formată numai din satul de reședință cu același nume.

## Demografie
Componența etnică a comunei Săcel
     Români (94,94%)
     Alte etnii (5,06%)
Componența confesională a comunei Săcel
     Ortodocși (94,53%)
     Alte religii (0,48%)
     Necunoscută (5%)
Conform recensământului efectuat în 2021, populația comunei Săcel se ridică la 3.142 de locuitori, în scădere față de recensământul anterior din 2011, când fuseseră înregistrați 3.500 de locuitori. Majoritatea locuitorilor sunt români (94,94%). Din punct de vedere confesional, majoritatea locuitorilor sunt ortodocși (94,53%), iar pentru 5% nu se cunoaște apartenența confesională.

## Politică și administrație
Comuna Săcel este administrată de un primar și un consiliu local compus din 13 consilieri. Primarul, Ionuț-Gabriel Dologa[*], de la Partidul Național Liberal, este în funcție din 1 noiembrie 2024. Începând cu alegerile locale din 2024, consiliul local are următoarea componență pe partide politice:
|  | Partid                             | Consilieri | Componența Consiliului | Componența Consiliului | Componența Consiliului | Componența Consiliului |
|  | ---------------------------------- | ---------- | ---------------------- | ---------------------- | ---------------------- | ---------------------- |
|  | Partidul Național Liberal          | 4          |                        |                        |                        |                        |
|  | Alianța pentru Unirea Românilor    | 2          |                        |                        |                        |                        |
|  | Partidul Social Democrat           | 2          |                        |                        |                        |                        |
|  | Partidul Patrioților               | 1          |                        |                        |                        |                        |
|  | Partidul Puterii Umaniste          | 1          |                        |                        |                        |                        |
|  | Uniunea Salvați România            | 1          |                        |                        |                        |                        |
|  | Partidul Mișcarea Populară         | 1          |                        |                        |                        |                        |
|  | Partidul Mișcarea România Suverană | 1          |                        |                        |                        |                        |

## Atracții turistice
- Valea Izei și Dealul Solovan (sit de importanță comunitară inclus în rețeaua europeană Natura 2000).
- Rezervația naturală "Peștera și izbucul Izvorul Albastru al Izei" (100 ha)
- Mori țărănești de apă
- Cuptorul și atelierul olarului Tănase Burnar
- Atelierul de măști populare a meșterului Vasile Șușca
- Atelierul de sculptură în lemn a meșterului popular Gigore Țulean